# Arquipélago Sedov
O arquipélago Sedov (em russo:  архипелаг Седова, Arquipelag Sedova) é um grupo de ilhas do arquipélago da Terra do Norte (Severnaya Zemlya), no krai de Krasnoiarsk, no Distrito Federal Siberiano, norte da Rússia. Situam-se no mar de Kara.

## Geografia
O grupo de ilhas fica na parte ocidental do arquipélago da Terra do Norte (Severnaya Zemlya). É composto por seis ilhas principais e outras menores, sem nome. Estende-se por 53 km a oeste da península da Comuna de Paris (полуостров Парижской Коммуны, poluostrov Parižskoj Kommuny) que fica na parte oeste da ilha da Revolução de Outubro. Vostočnyj, a ilha mais oriental do arquipélago Sedov está a 4,9 km da referida península, separada do estreito homónimo Vostočnyj (пролив Восточный, "estreito oriental").

## História
Descobertas em 1913 pela expedição hidrográfica de Boris Andreyevich Vilkitsky (1910-1915), têm o nome do explorador ártico russo Georgy Sedov (1877—1914). O primeiro mapa completo foi compilado entre 1930 e 1932, durante a expedição soviética de Nikolai Urvantsev e Georgy Ushakov, que mapearam toda a Terra do Norte. Ushakov, que morreu em Moscovo em 1963, foi sepultado, como era seu desejo, na ilha Domashny, que acolheu a base da expedição. 
Em 1950 foi fundada na ilha Golomjanny uma estação de pesquisa meteorológica (79° 33′ 00″ N, 90° 37′ 00″ L), ainda hoje em funcioinamento.

## Ilhas do arquipélago
As principais ilhas, de oeste para leste, são:
- Ilha Golomjanny (остров Голомянный)
- Ilha Sredny (остров Средний)
- Ilha Domashny (остров Домашний)
- Ilha Strela (остров Стрела)
- Ilha Figurny (остров Фигурный)
- Ilha Vostoshny (остров Восточный)

## Clima
As medições meteorológicas são feitas em Golomjanny. A temperatura média anual (do ar) é de -14,7°C. Em julho sobe para uma média de 0,7°C e o mês mais frio é dezembro, com média de -28,4°C. O mínimo absoluto registado é -55,0°C. A humidade relativa média é de 88%. A precipitação média anual é de 247 mm. Os ventos sopram principalmente de sudeste com rajadas a uma velocidade média de 6,0 m/s. Em meados de setembro a ilha está completamente coberta de neve e no final de junho esta está completamente derretida. O verão é frio, nublado e húmido.